# Middlesbrough Football Club 2022-2023
Questa voce raccoglie le informazioni riguardanti il Middlesbrough Football Club nelle competizioni ufficiali della stagione 2022-2023.

## Maglie e sponsor
| Casa | Trasferta | Terza divisa |

Sponsor ufficiale: Unibet
Fornitore tecnico: Erreà

## Rosa

### Rosa 2022-2023
Rosa aggiornata al 4 aprile 2023. 
| N. |                        | Ruolo | Calciatore                 |
| -- | ---------------------- | ----- | -------------------------- |
| 1  | Stati Uniti (bandiera) | P     | Zack Steffen               |
| 2  | Inghilterra (bandiera) | C     | Isaiah Jones               |
| 3  | Galles (bandiera)      | D     | Ryan Giles                 |
| 4  | Inghilterra (bandiera) | D     | Alex Mowatt                |
| 5  | Inghilterra (bandiera) | D     | Matt Clarke                |
| 6  | Inghilterra (bandiera) | D     | Dael Fry                   |
| 8  | Australia (bandiera)   | C     | Riley McGree               |
| 9  | Brasile (bandiera)     | A     | Rodrigo Muniz              |
| 10 | Inghilterra (bandiera) | A     | Cameron Archer             |
| 11 | Inghilterra (bandiera) | C     | Aaron Ramsey               |
| 14 | Inghilterra (bandiera) | D     | Tommy Smith                |
| 15 | Paesi Bassi (bandiera) | D     | Anfernee Dijksteel         |
| 16 | Inghilterra (bandiera) | C     | Jonathan Howson (capitano) |

| N. |                             | Ruolo | Calciatore        |
| -- | --------------------------- | ----- | ----------------- |
| 17 | Irlanda del Nord (bandiera) | D     | Paddy McNair      |
| 20 | Inghilterra (bandiera)      | C     | Caolan Boyd-Munce |
| 21 | Finlandia (bandiera)        | A     | Marcus Forss      |
| 23 | Inghilterra (bandiera)      | P     | Liam Roberts      |
| 24 | Australia (bandiera)        | C     | Massimo Luongo    |
| 25 | Inghilterra (bandiera)      | C     | Matt Crooks       |
| 26 | Irlanda (bandiera)          | D     | Darragh Lenihan   |
| 27 | Inghilterra (bandiera)      | D     | Marc Bola         |
| 28 | Inghilterra (bandiera)      | P     | Luke Daniels      |
| 29 | Inghilterra (bandiera)      | A     | Chuba Akpom       |
| 30 | Inghilterra (bandiera)      | C     | Hayden Hackney    |
|    | Inghilterra (bandiera)      | D     | Darnell Fisher    |
|    | Inghilterra (bandiera)      | A     | Stephen Walker    |

### Staff
Staff aggiornato al 24 ottobre 2022.
Staff amministrativo
- Steve Gibson - Presidente
- Neil Bausor - Amministratore delegato
- Mark Ellis - Direttore operativo
- Michael James - Direttore finanziario
- Keith Lamb - Direttore non esecutivo
- Peter Kenyon - Consigliere d'amministrazione
- Karen Nelson - Segretario

Staff tecnico
- Michael Carrick - Allenatore
- Jonathan Woodgate - Vice allenatore
- Alan Fettis - Allenatore portieri
- Dave Leadbeater - Osservatore
- Phill Hudson - Performance analyst

Staff medico
- Luis Lago - Responsabile settore medico
- Jonathan Madden - Analista sportivo
- Chris Moseley - Fisioterapista
- Grant Downie - Medico

Staff settore giovanile
- Dave Parnaby - Direttore delle giovanili
- Paul Jenkins - Allenatore Under-21
- Graeme Lee - Vice allenatore Under-21
- Craig Liddle - Allenatore Under-18
- Mark Tinkler - Vice allenatore Under-18
- Chris Pennock - Allenatore portieri
- Peter Hood - Analista sportivo
- Martin Carter - Responsabile degli osservatori
- Alan Clarke - Vice responsabile degli osservatori
- Barry Dawson - Direttore risorse umane
- Leo Percovich - Responsabile del percorso e sviluppo giocatori